# Údolí Chananja
Údolí Chananja (hebrejsky בקעת חנניה‎, bik'at Chananja) je údolí na pomezí Horní a Dolní Galileje v severním Izraeli.
Rozkládá se cca 25 kilometrů severoseverovýchodně od Nazaretu, 9 kilometrů jihozápadně od Safedu a cca 40 kilometrů severovýchodně od Haify. Údolí Chananja tvoří východní pokračování údolí Bejt ha-Kerem. Je obklopeno kopcovitou krajinou, zejména na severní straně, kde je výškový rozdíl mezi dnem údolí a okrajem svahů masivu har Meron až 700 metrů. Údolí tvoří hranici mezi Horní a Dolní Galileou. Je odvodňováno k jihu několika vodními toky, které se ale na okraji údolí stékají do nachal Calmon, které pak vede západním a jižním směrem a teče do Galilejského jezera.
V dávné minulosti ovšem podle vědců nachal Calmon protékal údolím směrem z západu, přes Bejt ha-Kerem do Středozemního moře. Teprve pokles terénu v oblasti údolí Chananja a příkopového zlomu podél řeky Jordán způsobil otočení toku směrem k východu.
Údolím vede dálnice číslo 85 spojující pobřežní planinu s centrální Galileou a s údolím řeky Jordán. Osídlení je zde etnicky smíšené. Převládají ale menší vesnice, které obývají převážně Židé (Kfar Chananja, Moran, Chazon, Inbar, Parod). Vesnici Ejn al-Asad obývají Drúzové. Většina těchto sídel se ale nachází spíše na okraji údolí nebo na svazích hor, které ho lemují. Vlastní dno údolí je nezastavěné a je zčásti využíváno zemědělsky. Nachází se tu ale několik hrobek starověkých židovských učenců. Nedaleko západního okraje údolí, v místech přechodu do údolí Bejt ha-Kerem, leží město Rama, kde sídlí Drúzové a izraelští Arabové.

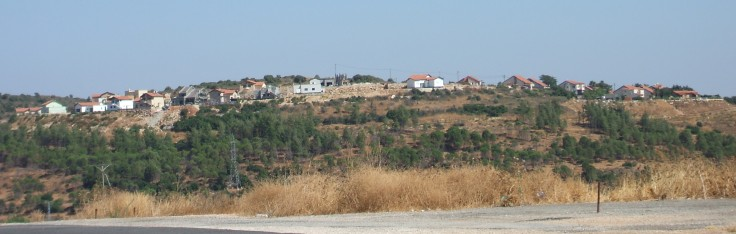
Vesnice Kfar Chananja nad údolím Chananja
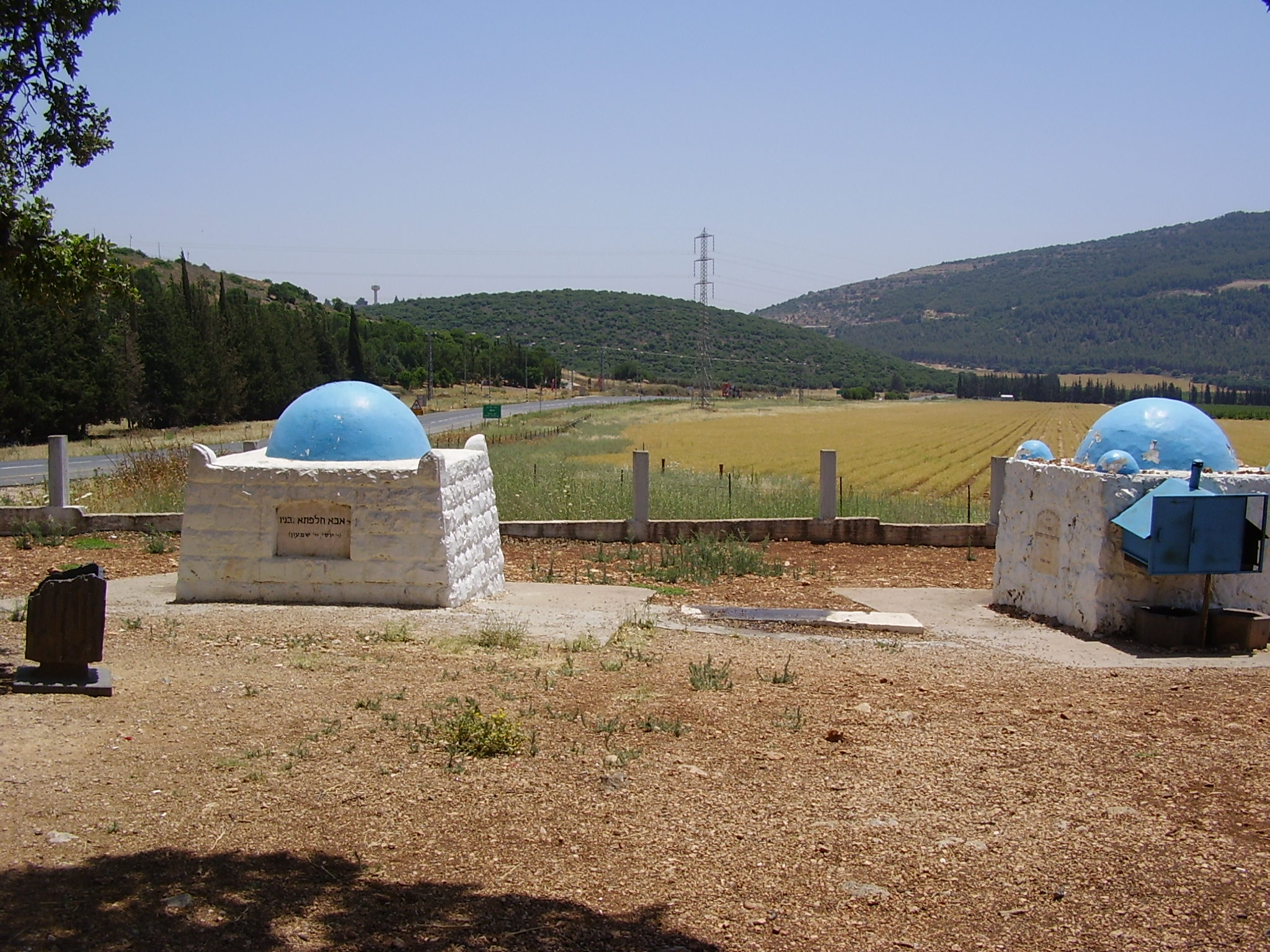
Hrobka starověkého rabína Chalafty v údolí Chananja